# Urothoides kurrawa
Urothoides kurrawa is een vlokreeftensoort uit de familie Urothoidae. De wetenschappelijke naam van de soort werd in 1979 gepubliceerd door Barnard & Drummond.